# Alvis Saracen
Il Saracen è un veicolo corazzato per il trasporto truppe APC ruotato dell'Esercito Inglese, a partire dagli anni cinquanta.
Dopo la fine della Seconda guerra mondiale lo stabilimento FDRDE iniziò lo studio di una nuova categoria di mezzi corazzati ruotati, la FV600, che comprese il FV601 Saladin  (veicolo da esplorazione) e l'FV603 Saracen da trasporto truppe.
Quest'ultimo veicolo venne sviluppato con priorità per fronteggiare l'emergenza della Malaysia, dove gli inglesi combattevano contro l'Indonesia, conflitto che durò fino al 1960.
Il Saracen, prodotto dalla Alvis dal 1953 (un anno dopo i prototipi) venne realizzato, come spesso accadeva, con molte componenti meccaniche in comune alla blindo Saladin, con una struttura costituita da un compatto scafo in acciaio saldato, abbastanza basso, con 6 grandi ruote motrici, e un motore che anziché posteriore era in posizione anteriore. Dietro vi era il pilota, seguito dal capocarro e il mitragliere alla sua sinistra e destra. Poi seguiva lo scomparto truppa con 8 uomini su 2 file di 4 sedili, rivolti all'indietro. Il portellone era a 2 ante laterali. Esistevano feritoie di tiro, 6 a lato e 2 posteriori sulle portiere. L'armamento era dato da una torretta con una mitragliatrice da 7,62 mm e, sopra il comparto truppe, era presente una rotaia per un mitragliatore Bren.
La propulsione era data da 6 grandi ruote motrici, ugualmente distribuite nella lunghezza del mezzo, con sterzo servoassistito e la possibilità di viaggiare anche senza una ruota su ciascun lato. Le 4 ruote anteriori e centrali erano sterzanti. Il mezzo non era anfibio, ma aveva un'ottima mobilità complessiva. Il pilota aveva a disposizione 3 finestrini corazzati con una feritoia ciascuno, che consentivano di osservare l'esterno con un buon campo visivo. Non erano presenti sistemi NBC, di estinzione automatica incendi o visori notturni.
Il motore era a benzina
Le versioni non furono molte: la FV604 comando, L'FV610 (simile alla FV604 ma con tetto più alto). L'FV611 era un'ambulanza a tetto rialzato, a seguito della cancellazione dell'FV602. L'FV610 era dotato di radar di sorveglianza Robert, ma non entrò mai in servizio, come anche le versioni "sminatore a rullo" ed il semovente da 87mm.
La produzione continuò dal 1953 al 1972, totalizzando un buon numero di mezzi (1838).
Il veicolo entrò in servizio con l'Esercito Inglese negli anni '50; era un buon mezzo che costituì l'unico vero APC inglese per quel decennio. Successivamente, negli anni '60, venne sostituito in prima linea dal cingolato FV432, che sebbene poco armato era migliore per mobilità e protezione. Il Saracen restò relegato ai reparti territoriali, come quelli in Irlanda del Nord e Hong Kong.
Clienti vari, approfittando anche della somiglianza della meccanica con quella del Saladin, sono stati Emirati Arabi Uniti, Giordania, Indonesia, Kuwait, Libano, Libia, Nigeria, Qatar, Sudafrica, Thailandia e Uganda.
Benché la produzione sia terminata nel 1972, una proposta Alvis per la rimotorizzazione del Saracen con un diesel di nuova concezione ha riscosso un certo successo, con un ordine posto dall'Indonesia per la modifica di alcuni dei suoi mezzi.